# Zoltán Kővágó
Zoltán Kõvágó (ur. 10 kwietnia 1979) – węgierski lekkoatleta, dyskobol, czterokrotny olimpijczyk (2000, 2004, 2008, 2016), w tym wicemistrz olimpijski z 2004 roku.
Z powodu odmówienia poddania się kontroli antydopingowej został zdyskwalifikowany na dwa lata (6 lipca 2012 – 5 lipca 2014), anulowano jego rezultaty uzyskane od 11 sierpnia 2011, Węgier utracił przez to m.in. brązowy medal mistrzostw Europy (Helsinki 2012).

## Sukcesy
- brąz mistrzostw Europy juniorów (Lublana 1997)
- złoty medal Mistrzostw Świata Juniorów w Lekkoatletyce (Annecy 1998)
- złoto młodzieżowych mistrzostw Europy (Amsterdam 2001)
- srebro Igrzysk olimpijskich (Ateny 2004) Kõvágó został początkowo sklasyfikowany na 3. pozycji, jednak zwycięzca konkursu jego rodak – Róbert Fazekas został zdyskwalifikowany za manipulowanie przy próbkach z moczem, zatem Kõvágó zajął ostatecznie 2. lokatę
- 2. miejsce podczas Światowego Finału IAAF (Monako 2004)
- 3. miejsce podczas Światowego Finału IAAF (Monako 2005)
- 2. miejsce w zawodach I ligi drużynowych mistrzostw Europy (Budapeszt 2010)
- złoty medal światowych wojskowych igrzysk sportowych (Mungyoeng 2015)

## Rekordy życiowe
- Rzut dyskiem – 69,95 (2006)